# Pakistan i olympiska sommarspelen 1988
Pakistan deltog i de olympiska sommarspelen 1988 med en trupp bestående av 31 deltagare, och totalt blev det en bronsmedalj.

## Bordtennis
| Spelare     | Gren       | Inledande omgång | Åttondelsfinal    | Kvartsfinal       | Semifinal         | Final             |
| Spelare     | Gren       | Motståndare Poäng | Motståndare Poäng | Motståndare Poäng | Motståndare Poäng | Motståndare Poäng |
| ----------- | ---------- | --- | ----------------- | ----------------- | ----------------- | ----------------- |
| Farjad Saif | Herrsingel | Lindh (SWE) L 1-3 Douglas (GBR) L 0-3 Kalinic (YUG) W 3–1 Kano (BRA) W 3-0 Huang (TPE) L 0-3 Abdelhalim (EGY) L 1-3 Fermin Martinez (DOM) W 3-1 4:a i gruppen | Gick inte vidare  | Gick inte vidare  | Gick inte vidare  | Gick inte vidare  |

## Boxning
| Boxare             | Gren            | 32-delsfinal            | Sextondelsfinal       | Åttondelsfinal       | Kvartsfinal          | Semifinal            | Final                |
| Boxare             | Gren            | Motståndare Resultat    | Motståndare Resultat  | Motståndare Resultat | Motståndare Resultat | Motståndare Resultat | Motståndare Resultat |
| ------------------ | --------------- | ----------------------- | --------------------- | -------------------- | -------------------- | -------------------- | -------------------- |
| Abrar-Hussain Syed | Lätt mellanvikt | Meziane (ALG) W KOH Rd2 | Iapatu (VEN) WO       | Downey (CAN) L 0:5   | Gick inte vidare     | Gick inte vidare     | Gick inte vidare     |
| Hussain Shah Syed  | Mellanvikt      |                         | Amarillas (MEX) W 3:2 | Kabongo (ZAI) W 5:0  | Fuzesy (HUN) W 3:2   | Marcus (CAN) · L 1:4 | Gick inte vidare     |

## Brottning
| Brottare       | Gren                | Inledande omgång                                                            | Ställning                  | Final             |
| Brottare       | Gren                | Motståndare Poäng                                                           | Ställning                  | Motståndare Poäng |
| -------------- | ------------------- | --------------------------------------------------------------------------- | -------------------------- | ----------------- |
| Mohammad Anwar | Weltervikt, fristil | Diouf (SEN) W 4-0 Vagozari (IRI) L 20-9 (poäng) Varaev (URS) L 10-5 (poäng) | 7:a i gruppen 13:e totalt  | Gick inte vidare  |
| Mohammad Azeem | Bantamvikt, fristil | Auer (AUT) W 3-0 Kanehama (JPN) L 7-4                                       | 11:a i gruppen 21:a totalt | Gick inte vidare  |
| Abdul Majid    | Tungvikt, fristil   | Koenig (AUS) W 4-0 Iloanusi (NGR) W 7-1 Ota (JPN) L 7-11 Toth (HUN) L 2-6   | 4:a i gruppen 7:a totalt   | Gick inte vidare  |

## Friidrott
| Idrottare                                                  | Gren                            | Heat    | Heat      | Omgång 2         | Omgång 2         | Semifinal        | Semifinal        | Final            | Final            |
| Idrottare                                                  | Gren                            | Tid     | Placering | Tid              | Placering        | Tid              | Placering        | Tid              | Placering        |
| ---------------------------------------------------------- | ------------------------------- | ------- | --------- | ---------------- | ---------------- | ---------------- | ---------------- | ---------------- | ---------------- |
| Muhammad Afzal                                             | Herrarnas 100 meter             | 10,91   | 77        | Gick inte vidare | Gick inte vidare | Gick inte vidare | Gick inte vidare | Gick inte vidare | Gick inte vidare |
| Muhammad Afzal                                             | Herrarnas 200 meter             | 21,89   | 52        | Gick inte vidare | Gick inte vidare | Gick inte vidare | Gick inte vidare | Gick inte vidare | Gick inte vidare |
| Fiaz Muhammad                                              | Herrarnas 400 meter             | 47,13   | 39        | Gick inte vidare | Gick inte vidare | Gick inte vidare | Gick inte vidare | Gick inte vidare | Gick inte vidare |
| Syed Meesaq Rizvi                                          | Herrarnas 400 meter             | 1:51,58 | 50        | Gick inte vidare | Gick inte vidare | Gick inte vidare | Gick inte vidare | Gick inte vidare | Gick inte vidare |
| Bashir Ahmad Muhammad Afzal Fiaz Muhammad Muhammad Sadaqat | Herrarnas 4 x 400 meter stafett | 3:08,54 | 15        |                  |                  | 3:09,50          | 16               | Gick inte vidare | Gick inte vidare |

| Idrottare       | Gren                | Kval   | Kval      | Final            | Final            |
| Idrottare       | Gren                | Längd  | Placering | Längd            | Placering        |
| --------------- | ------------------- | ------ | --------- | ---------------- | ---------------- |
| Haider Ali Shah | Herrarnas tresteg   | 14,88m | 37        | Gick inte vidare | Gick inte vidare |
| Muhammad Urfaq  | Herrarnas längdhopp | 7,09m  | 31        | Gick inte vidare | Gick inte vidare |

## Landhockey
Herrar
Gruppspel
| Lag           | Spelade | W | D | L | GF | GA | Poäng |
| ------------- | ------- | - | - | - | -- | -- | ----- |
| Australien    | 5       | 5 | 0 | 0 | 19 | 3  | 10    |
| Nederländerna | 5       | 3 | 1 | 1 | 12 | 6  | 7     |
| Pakistan      | 5       | 3 | 0 | 2 | 15 | 8  | 6     |
| Argentina     | 5       | 2 | 0 | 3 | 8  | 12 | 4     |
| Spanien       | 5       | 1 | 1 | 3 | 6  | 10 | 3     |
| Kenya         | 5       | 0 | 0 | 5 | 5  | 26 | 0     |

## Segling
Herrar
| Seglare                   | Gren          | Lopp | Lopp | Lopp | Lopp | Lopp | Lopp | Lopp | Poäng | Placering |
| Seglare                   | Gren          | 1    | 2    | 3    | 4    | 5    | 6    | 7    | Poäng | Placering |
| ------------------------- | ------------- | ---- | ---- | ---- | ---- | ---- | ---- | ---- | ----- | --------- |
| Javed Rasool Mamoon Sadiq | Herrarnas 470 | 24   | 26   | 28   | 26   | -    | 25   | 25   | 187   | 29        |